# كأس العالم للرجبي للسيدات 2014
كأس العالم للرجبي للسيدات 2014 (بالفرنسية: Coupe du monde féminine de rugby à XV 2014)‏ هو الموسم 7 من  كأس العالم للرجبي للسيدات. أقيم خلال الفترة 1 أغسطس 2014، وحتى 17 أغسطس 2014، وبمشاركة  12 فريقاً، وفاز فيه منتخب إنجلترا الوطني لاتحاد الرغبي للسيدات.